# Discografia de BtoB
Esta é a discografia do grupo sul-coreano BtoB.

## Álbuns

### Álbuns de estúdio
| Título                                                                             | Informações do álbum | Melhores posições nas paradas | Melhores posições nas paradas | Vendas         |
| Título                                                                             | Informações do álbum | KOR                           | JPN                           | Vendas         |
| Coreano                                                                            | Coreano | Coreano                       | Coreano                       | Coreano        |
| ---------------------------------------------------------------------------------- | --- | ----------------------------- | ----------------------------- | -------------- |
| Complete                                                                           | - Lançamento: 30 de Junho de 2015 - Gravadora: Cube Entertainment, Universal Music Group - Formatos: CD, digital download | 1                             | —                             | - KOR: 50,499+ |
| Japonês                                                                            | |                               |                               |                |
| 24 / 7                                                                             | - Lançamento: 7 de Dezembro de 2016 - Gravadora: Kiss Entertainment - Formatos: CD, digital download                      | —                             | 1                             | - JPN: 30,135+ |
| "—" significa que não foi encontrado informações ou não foi lançado em tal região. | |                               |                               |                |

### Extended plays (EPs)
| Título                                                                             | Informações do álbum | Melhores posições nas paradas | Melhores posições nas paradas | Melhores posições nas paradas | Vendas                     |
| Título                                                                             | Informações do álbum | KOR                           | TWN                           | TWNE                          | Vendas                     |
| ---------------------------------------------------------------------------------- | --- | ----------------------------- | ----------------------------- | ----------------------------- | -------------------------- |
| Born to Beat                                                                       | - Lançamento: 3 de Abril de 2012 - Gravadora: Cube Entertainment, Universal Music Group - Formatos: CD, digital download      | 3                             | 19                            | 5                             | - KOR: 18,514+             |
| Press Play                                                                         | - Lançamento: 12 de Setembro de 2012 - Gravadora: Cube Entertainment, Universal Music Group - Formatos: CD, digital download  | 4                             | —                             | 15                            | - KOR: 28,746+             |
| Thriller                                                                           | - Lançamento: 9 de Setembro de 2013 - Gravadora: Cube Entertainment, Universal Music Group - Formatos: CD, digital download   | 3                             | 16                            | 3                             | - KOR: 28,554+             |
| Beep Beep                                                                          | - Lançamento: 17 de Fevereiro de 2014 - Gravadora: Cube Entertainment, Universal Music Group - Formatos: CD, digital download | 1                             | —                             | —                             | - KOR: 38,408+             |
| Move                                                                               | - Lançamento: 29 de Setembro de 2014 - Gravadora: Cube Entertainment, Universal Music Group - Formatos: CD, digital download  | 1                             | —                             | —                             | - KOR: 21,590+             |
| The Winter's Tale                                                                  | - Lançamento: 22 de Dezembro de 2014 - Gravadora: Cube Entertainment, Universal Music Group - Formatos: CD, digital download  | 1                             | —                             | —                             | - KOR: 32,369+             |
| I Mean                                                                             | - Lançamento: 12 de Outubro de 2015 - Gravadora: Cube Entertainment, Universal Music Group - Formatos: CD, digital download   | 2                             | —                             | —                             | - KOR: 47,496+             |
| Remember That                                                                      | - Lançamento: 28 de Março de 2016 - Gravadora: Cube Entertainment, Universal Music Group - Formatos: CD, digital download     | 1                             | —                             | —                             | - KOR: 50,711+             |
| New Men                                                                            | - Lançamento: 7 de Novembro de 2016 - Gravadora: Cube Entertainment, Universal Music Group - Formatos: CD, digital download   | 4                             | —                             | —                             | - KOR: 52,510+ - JPN: 963  |
| Feel'eM                                                                            | - Lançamento: 6 de Março de 2017 - Gravadora: Cube Entertainment, Universal Music Group - Formatos: CD, digital download      | 2                             | —                             | —                             | - KOR: 68,018+ - JPN: 785+ |
| "—" significa que não foi encontrado informações ou não foi lançado em tal região. | |                               |                               |                               |                            |

### Álbuns singles
| Título                                                                             | Informações do álbum                                                                                  | Melhores posições nas paradas | Melhores posições nas paradas | Vendas                        |
| Título                                                                             | Informações do álbum                                                                                  | JPN Oricon                    | JPN Hot 100                   | Vendas                        |
| Japonês                                                                            | Japonês                                                                                               | Japonês                       | Japonês                       | Japonês                       |
| ---------------------------------------------------------------------------------- | --- | ----------------------------- | ----------------------------- | ----------------------------- |
| WOW                                                                                | - Lançamento: 12 de Novembro de 2014 - Gravadora: Kiss Entertainment - Formatos: CD, digital download | 9                             | —                             | - JPN: 26,218+                |
| Mirai (Ashita)                                                                     | - Lançamento: 25 de Março de 2015 - Gravadora: Kiss Entertainment - Formatos: CD, digital download    | 2                             | —                             | - JPN: 77,399+                |
| Summer Color My Girl                                                               | - Lançamento: 28 de Março de 2016 - Gravadora: Kiss Entertainment - Formatos: CD, digital download    | 4                             | —                             | - JPN: 91,513+                |
| Dear Bride                                                                         | - Lançamento: 7 de Novembro de 2016 - Gravadora: Kiss Entertainment - Formatos: CD, digital download  | 2                             | —                             | - JPN: 110,794+ RIAJ: 1× Ouro |
| L.U.V                                                                              | - Lançamento: 6 de Março de 2017 - Gravadora: Kiss Entertainment - Formatos: CD, digital download     | 1                             | 1                             | - JPN: 78,836+                |
| "—" significa que não foi encontrado informações ou não foi lançado em tal região. | |                               |                               |                               |

## Singles
| Ano                                                                                | Título                    | Melhores posições nas paradas | Melhores posições nas paradas | Melhores posições nas paradas | Melhores posições nas paradas | Vendas               | Álbum                             |
| Ano                                                                                | Título                    | KOR Gaon                      | KOR Hot 100                   | JPN Oricon                    | JPN Hot 100                   | Vendas               | Álbum                             |
| Coreano                                                                            | Coreano                   | Coreano                       | Coreano                       | Coreano                       | Coreano                       | Coreano              | Coreano                           |
| ---------------------------------------------------------------------------------- | ------------------------- | ----------------------------- | ----------------------------- | ----------------------------- | ----------------------------- | -------------------- | --------------------------------- |
| 2012                                                                               | "Insane"                  | 95                            | 74                            | —                             | —                             | - KOR (DL): 169,621+ | Born to Beat                      |
| 2012                                                                               | "Father"                  | 136                           | —                             | —                             | —                             | —                    | Born to Beat Asia Special Edition |
| 2012                                                                               | "Irresistible Lips"       | 99                            | —                             | —                             | —                             | - KOR (DL): 60,002+  | Born to Beat Asia Special Edition |
| 2012                                                                               | "WOW"                     | 76                            | 33                            | 9                             | —                             | - KOR (DL): 128,334+ | Press Play                        |
| 2012                                                                               | "I Only Know Love"        | —                             | —                             | —                             | —                             | —                    | Press Play                        |
| 2013                                                                               | "2nd Confession"          | 44                            | 35                            | —                             | —                             | - KOR (DL): 180,639+ | Single digital                    |
| 2013                                                                               | "When I Was Your Man"     | —                             | —                             | —                             | —                             | —                    | Thriller                          |
| 2013                                                                               | "Thriller"                | 41                            | 86                            | —                             | —                             | - KOR (DL): 66,900+  | Thriller                          |
| 2014                                                                               | "Beep Beep"               | 18                            | 44                            | —                             | —                             | - KOR (DL): 240,479+ | Beep Beep                         |
| 2014                                                                               | "You're So Fly"           | 46                            | —                             | —                             | —                             | - KOR (DL): 66,344+  | Move                              |
| 2014                                                                               | "You Can Cry"             | 25                            | —                             | —                             | —                             | - KOR (DL): 144,345+ | The Winter's Tale                 |
| 2014                                                                               | "The Winter's Tale"       | 7                             | —                             | —                             | —                             | - KOR (DL): 86,642+  | The Winter's Tale                 |
| 2015                                                                               | "It's Okay"               | 8                             | —                             | —                             | —                             | - KOR (DL): 540,224+ | Complete                          |
| 2015                                                                               | "Way Back Home"           | 5                             | —                             | —                             | —                             | - KOR (DL): 302,008+ | I Mean                            |
| 2016                                                                               | "Remember That"           | 11                            | —                             | —                             | —                             | - KOR (DL): 303,076+ | Remember that                     |
| 2016                                                                               | "I Want To Vacation"      | 95                            | —                             | —                             | —                             | - KOR (DL): 43,925+  | Single digital                    |
| 2016                                                                               | "Pray (I'll Be Your Man)" | 5                             | —                             | —                             | —                             | - KOR (DL): 223,540+ | New Men                           |
| 2017                                                                               | "Someday"                 | 14                            | —                             | —                             | —                             | - KOR (DL): 75,178+  | Feel'eM                           |
| 2017                                                                               | "Movie"                   | 4                             | —                             | —                             | —                             | - KOR (DL): 307,675+ | Feel'eM                           |
| Japonês                                                                            |                           |                               |                               |                               |                               |                      |                                   |
| 2014                                                                               | "WOW"                     | —                             | —                             | 9                             | —                             | - JPN (CD): 26,218+  | 24/7                              |
| 2015                                                                               | "Mirai (Ashita)"          | —                             | —                             | 2                             | —                             | - JPN (CD): 77,399+  | 24/7                              |
| 2015                                                                               | "Natsuiro MY GIRL"        | —                             | —                             | 4                             | —                             | - JPN (CD): 91,513+  | Summer Color My Girl              |
| 2016                                                                               | "Dear Bride"              | —                             | —                             | 2                             | —                             | - JPN (CD): 110,794+ | Dear Bride                        |
| 2016                                                                               | "L.U.V"                   | —                             | —                             | 1                             | 1                             | - JPN (CD): 78,836+  | L.U.V                             |
| 2016                                                                               | "Christmas Time"          | ASA                           | ASA                           | ASA                           | ASA                           | ASA                  | ASA                               |
| "—" significa que não foi encontrado informações ou não foi lançado em tal região. |                           |                               |                               |                               |                               |                      |                                   |

## Outras músicas que entraram em paradas
| Título                                        | Ano  | Melhores posições nas paradas | Vendas              | Álbum         |
| Título                                        | Ano  | KOR                           | Vendas              | Álbum         |
| --------------------------------------------- | ---- | ----------------------------- | ------------------- | ------------- |
| "Live Well Yourself" (너나 잘 살아)           | 2015 | 81                            | - KOR (DL): 29,295+ | Complete      |
| "Summer Romance"                              | 2015 | 86                            | - KOR (DL): 28,572+ | Complete      |
| "I Miss You" (보고파)                         | 2015 | 92                            | - KOR (DL): 27,232+ | Complete      |
| "Her Over Flowers" (꽃보다 그녀)              | 2015 | 94                            | - KOR (DL): 26,602+ | Complete      |
| "Insane (Acoustic Ver.)" (비밀)               | 2015 | 100                           | - KOR (DL): 24,560+ | Complete      |
| "My Friend's Girlfriend" (친구의 여자친구)    | 2015 | 108                           | - KOR (DL): 22,134+ | Complete      |
| "One Man Show" (북 치고 장구 치고)            | 2015 | 117                           | - KOR (DL): 19,595+ | Complete      |
| "Open"                                        | 2015 | 120                           | - KOR (DL): 20,885+ | Complete      |
| "Everything`s Good (Outro)" (Ilhoon Solo)     | 2015 | 126                           | - KOR (DL): 19,790+ | Complete      |
| "Giddy Up" (어기여차 디여차)                  | 2015 | 134                           | - KOR (DL): 18,531+ | Complete      |
| "Shake It"                                    | 2015 | 141                           | - KOR (DL): 17,799+ | Complete      |
| "Complete (Intro)"                            | 2015 | 162                           | - KOR (DL): 13,953+ | Complete      |
| "Last Day"                                    | 2015 | 49                            | - KOR (DL): 37,129+ | I Mean        |
| "I'll Be Here" (여기 있을게)                  | 2015 | 52                            | - KOR (DL): 34,887+ | I Mean        |
| "Heart Attack" (심장어택)                     | 2015 | 75                            | - KOR (DL): 27,278+ | I Mean        |
| "All Wolves Except Me" (나 빼고 다 늑대)      | 2015 | 78                            | - KOR (DL): 26,434+ | I Mean        |
| "Neverland feat.G.NA"                         | 2015 | 96                            | - KOR (DL): 23,976+ | I Mean        |
| "Killing Me"                                  | 2016 | 68                            | - KOR (DL): 41,950+ | Remember that |
| "Color Your Days" (그려본다 (내가 그린 그림)) | 2016 | 78                            | - KOR (DL): 37,570+ | Remember that |
| "Just Like You" (너 같아서)                   | 2016 | 88                            | - KOR (DL): 33,347+ | Remember that |
| "Empty Space" (자리비움)                      | 2016 | 94                            | - KOR (DL): 31,979+ | Remember that |
| "So Pretty"                                   | 2016 | 99                            | - KOR (DL): 30,743+ | Remember that |
| "Anymore"                                     | 2016 | 104                           | - KOR (DL): 27,613+ | Remember that |
| "Love Drunk" (취해)                           | 2016 | 51                            | - KOR (DL): 35,818+ | New Men       |
| "Yejiapsa" (예지앞사)                         | 2016 | 61                            | - KOR (DL): 31,704+ | New Men       |
| "Yes I Am"                                    | 2016 | 74                            | - KOR (DL): 28,784+ | New Men       |
| "I'm Bored" (무료해 (콕 To Me))               | 2016 | 75                            | - KOR (DL): 28,695+ | New Men       |
| "Come On Over" (놀러와)                       | 2016 | 79                            | - KOR (DL): 28,114+ | New Men       |
| "NEW MEN"                                     | 2016 | 86                            | - KOR (DL): 25,485+ | New Men       |

## Trilha sonoras
| Ano  | Título              | Membro(s)                           | Outros Artista(s)     | Álbum                           |
| ---- | ------------------- | ----------------------------------- | --------------------- | ------------------------------- |
| 2013 | "Bye Bye Love"      | Changsub, Ilhoon                    | Dongwoon, Yoseob      | When a Man Falls in Love OST    |
| 2013 | "Past Days"         | Changsub, Hyunsik, Minhyuk, Sungjae | Junhyung, Ha Yeon Soo | Monstar OST                     |
| 2013 | "After Time Passes" | Changsub, Hyunsik, Minhyuk, Sungjae | Junhyung              | Monstar OST                     |
| 2013 | "First Love"        | Changsub, Hyunsik, Minhyuk, Sungjae | Junhyung              | Monstar OST                     |
| 2015 | "Goodbye Sadness"   | Changsub, Eunkwang, Ilhoon          | —                     | Sweet, Savage Family OST        |
| 2016 | "Come With Eerie"   | BtoB                                | —                     | Telemonster OST                 |
| 2016 | "For You"           | Changsub, Eunkwang, Ilhoon, Minhyuk | —                     | Cinderella and Four Knights OST |
| 2016 | "Voice"             | BtoB                                | —                     | The Miracle OST                 |

## Colaborações
| Ano  | Título              | Membro(s)               | Outro Artista(s)                                   | Álbum                      |
| ---- | ------------------- | ----------------------- | -------------------------------------------------- | -------------------------- |
| 2013 | "Christmas Song"    | BtoB                    | United Cube Artists                                | —                          |
| 2015 | "2Limes"            | Ilhoon, Minhyuk, Peniel | Inoran                                             | Beautiful Now              |
| 2016 | "Fingertips Love"   | Eunkwang, Changsub      | B1A4, Oh My Girl, Youngji de (KARA), April, Kassy  | —                          |
| 2016 | "Special Christmas" | BtoB                    | Hyuna, Jang Hyun-seung, Roh Ji-hoon, CLC, Pentagon | 2016 United Cube Project 1 |

## Videografia

### Videoclipes
| Título                    | Ano     |
| Coreano                   | Coreano |
| ------------------------- | ------- |
| "Insane"                  | 2012    |
| "Father"                  | 2012    |
| "Irresistible Lips"       | 2012    |
| "WOW"                     | 2012    |
| "Lover Boy"               | 2012    |
| "2nd Confession"          | 2013    |
| "When I Was Your Man"     | 2013    |
| "Thriller"                | 2013    |
| "Beep Beep"               | 2014    |
| "You’re So Fly"           | 2014    |
| "You Can Cry"             | 2014    |
| "The Winter's Tale"       | 2014    |
| "It's Okay"               | 2015    |
| "Way Back Home"           | 2015    |
| "Remember That"           | 2016    |
| "Pray (I'll Be Your Man)" | 2016    |
| "MOVIE"                   | 2017    |
| Japonês                   |         |
| "WOW"                     | 2014    |
| "Mirai (Ashita)"          | 2015    |
| "My Girl"                 | 2015    |
| "Dear Bride"              | 2016    |
| "L.U.V"                   | 2016    |
| "Christmas Time"          | 2016    |

### Aparições em videoclipes
Algumas das aparições do grupo em videoclipes de outros artistas
| Ano  | Título           | Artista                    |
| ---- | ---------------- | -------------------------- |
| 2013 | "24/7"           | 2YOON                      |
| 2013 | "Christmas Song" | Cube Entertainment artists |